# کاترین لارسن
کاترین لارسن (انگلیسی: Kathrine Larsen؛ زادهٔ ۵ مهٔ ۱۹۹۳) بازیکن فوتبال اهل دانمارک است.
وی همچنین در تیم‌های ملی فوتبال Denmark women's national under-19 football team و زنان دانمارک بازی کرده‌است.